# Памятник Баженову и Казакову
Памятник Баженову и Казакову — скульптурная композиция, посвящённая русским архитекторам В. И. Баженову и М. Ф. Казакову в Москве. Открыта в 2007 году.
Адрес установки: г. Москва, улица Дольская, д. 1 (усадьба Царицыно).

## История
Василий Иванович Баженов (1738—1799) — русский архитектор, теоретик архитектуры, художник, представитель классицизма, масон, любитель русской псевдоготики. Член Российской академии, вице-президент Академии художеств. В. И. Баженов проектировал дворцовый комплекс в Царицыне, Большой Кремлёвский дворец на Боровицком холме и др.
Матвей Фёдорович Казаков (1738—1813) — русский архитектор, в годы правления императрицы Екатерины II обустраивал центр Москвы в палладианском стиле. Один из представителей русской псевдоготики. Проектировал Большой Царицынский дворец в Москве.
1 сентября 2007 года в столице в музее-заповеднике Царицыно был открыт памятник архитекторам Матвею Федоровичу Казакову и Василию Ивановичу Баженову. Местом установки скульптурной композиции была выбрана площадка около Большого дворца, рядом с галереей-оградой. Автором памятника стали скульптор Леонид Михайлович Баранов и архитектор М. М. Посохин. Несмотря на то, что екатерининскую резиденцию архитекторы проектировали и строили разновременно (Баженов, потом Казаков), они изображены на одном памятнике.
Скульптурная композиция расположена на поляне между Большим дворцом и Хлебным домом. Архитекторы представлены в одежде и прическах своей эпохи при обсуждения проекта застройки. Василий Баженов изображен со свернутыми чертежами в правой руке, Матвей Казаков — со шпагой и шляпой под мышкой. Между архитекторами установлен миниатюрный металлический макет постройки. Композиция установлена на низком круглом постаменте со ступенькой. Статуи выполнены из бронзы, круглый постамент — из гранита.
В статуях архитекторов автор старался передать портретное сходство. После установки памятника мундиры, штаны и обувь архитекторов были затонированы. Мундир у Баженова мундир стал красным, у Казакова — зелёным.
На гранитном постаменты выполнена надпись: «Василий Баженов архитектор Матвей Казаков».